# 風のソナタ
『風のソナタ』（かぜのソナタ、Wind Sonata）は、原ちえこによる日本の漫画。『なかよし』（講談社）において1981年7月号から1982年6月号まで連載された。単行本全2巻。作者は主人公に「次から次へと不運や苦労が訪れる」という展開を「主人公なんだし」と思いながら執筆したとのことである。

## あらすじ
ピアニストを夢見る資産家の娘・アリスは、家の破産により生活が一変、ロンドンの邸宅も借金の形に取られたことから、唯一残すことが出来た田舎町・ブルーウインドーの別荘に一家で移り住む。音楽教師として働く傍ら、家族や恋人のローリー、ピアニストの腕を認めたギルバートらとの交流の中、ピアニストとしてのデビューに向けて努力する「ドラマティック・ストーリー」。

## 登場人物
アリス・ジャクソン
本作品の主人公にしてヒロイン。ピアノを弾くのが大好きな少女。ピアニストを志すも家の破産で叶わず、ブルーウインドーへの転居後はローリーの推挙で小学校の音楽教師となる。ローリーとはこの1件から親しくなり、恋人関係となる。
「ブルーコンサート」の際にはギルバートの練習相手として手伝う。コンサート当日、ギルバートとアンナの手引きで1曲披露するが、これがピアニストの夢を前進させるとともに、ローリーとの間に溝を作ってしまう元ともなってしまった。
父と喧嘩し出奔したローリーに付いて行こうとするが、発作を起こして倒れた祖母と泣きついて離れないエリックを見捨てて出て行くことが出来ず、結果的に別離してしまう。
ローリー出奔後にロンドンを訪問する。ローリーとはある理由で会えなかったが、次に訪ねたアンナの邸宅でギルバートと再会、もうピアノは弾けないと言うも、その際に取ったギルバートの行動のお陰で、再びピアノと向かい合うことが出来るようになった。
ギルバートとカレンから伝えられた、バクスター家が後援者となる申し出に対しては、家を離れられないという理由から一度は断る。しかしギルバートに説得された祖母の後押しでロンドンに向かう。
ギルバートからはプロポーズされるが、以前の心の傷やカレンとの婚約の話があること、またデビューコンサートが近いこともあり困惑する。アンナからはピアノに集中しろと言われたこともあり、口をきかないと宣言する。だが課題曲に対する悩みを見抜かれ、再び話すようになった。
祖母の容態が急変し一旦ブルーウインドーへ帰る許可をもらいにアンナの元を訪れたとき、「アリスは止めるように」とのギルバートとの会話を聞いてしまう。ショックを受けるがギルバートに諭されて帰郷した。
カレンとの婚約を断ったギルバートを気遣い、その思いに報いるためにバクスター氏に援助の中止を申し出る。その際バクスター氏から意外な事実を告げられた。
「パレス・シアターコンサート」でピアニストとして正式にデビューする。弾いた曲はシューマンのグランド・ソナタであった。
プリシー・ジャクソン
アリスの妹。プライドの高いお嬢様で、容姿にも自信を持っている。アリスに対し対抗意識を燃やしている。ボーイフレンドが沢山いる。
自分に興味を持たないどころかはっきり「嫌い」と言うローリーに対して憎しみを持ち、2人の恋路の邪魔をするが、続けているうちに心境が変化し、ローリーに対し本当の恋心を持ってしまう。「ブルーコンサート」の際にローリーへの愛情をはっきりと自覚し、アリスの目を盗むようにローリーに接近する。だがその愛情は本物で、ローリーがロンドンに出奔するときに付いて行けないと言うアリスに激怒し、さらに思いがけない大胆な行動を取る。
後にアリスとは祖母の葬儀後に再会、和解することが出来た。また「パレス・シアターコンサート」にも駆け付けた。
エリック・ジャクソン
アリスの弟。元気な小学生。プリシーよりアリスのことが好き。まだ子供で何かと手が掛かり、それがアリスの自由を奪うことも多い。
ジャクソン夫人
アリスたちの祖母。名前は不明。アリスらの両親（自身の子）が亡くなってからジャクソン家の事業を一手に守っているが、叶わず破産させてしまう。元々健康状態に不安があったが、別荘に転居後はますます病気がちになってしまう。
アリスがピアニストになることに対しては、「はしたない」との考えから快く思っていない。またプリシーの奔放な行動には頭を痛めている。
後にアリスに対しバクスター家からの後援の申し出がされた際には、ギルバートの説得を受け、アリスをロンドンに送り出した。その時アリスに対し甘え過ぎていたことを謝罪、自分の思い通りに生きるよう諭した。物語終盤で亡くなるが、その際アリスに手紙を残しており、それが再びアリスをピアノに向かい合わせる役割を果たした。
クリストファ・ハドソン
ロンドン時代のアリスの婚約者。アリスとの仲は良かったが、ジャクソン家の破産が確定すると、一抹の後ろめたさを残しながらもアリスの元を去って行った。
スコット
ジャクソン家の秘書。破産後もジャクソン家のために働き、ブルーウインドー行きの汽車を見送った。
スージィ・メイベル
別荘番の娘。隣に住んでおり、ジャクソン家破産後も変わらぬ態度で迎える。元気な少女で、アリスとは友人となる。好奇の目に晒されることが多いジャクソン家、特にアリスを気遣い、何かと力を貸す。但し若干口が軽く、余計な一言を言ってしまうこともしばしばである。
アリスが再びロンドンに向かうときには、ジャクソン家のことは任せてくれと言って送り出した。
ローリー・ルイス
エリックの通う小学校の校長の息子。画家となりロンドンに行くことを目指している。川に落ちたアリスと出会い、その髪を褒める。翌日アリスが学校のピアノを弾いているのを聞き、小学校の音楽教師にならないかと打診する。友達付き合いをして行くうちにアリスを好きになり、絵のモデルになることを申し込み、また告白した。
父には画家になることを反対されており、自身の夢を果たすために出奔する。その際アリスと一緒に行こうとするが、家族を見捨てられなかったアリスとは結局別離してしまう。
ロンドンでは安アパートに住み、絵の研鑽に努めている。後にアリスとはその祖母の葬儀後に再会する。「パレス・シアターコンサート」も聴きに来た。
校長（こうちょう）
ローリーの父。小学校の校長。名前は不明。息子のローリーには教師になってもらいたいと思っており、「夢は夢」と画家になることを反対していた。ローリーに対する画廊の誘いを認めず喧嘩となってしまい、それが元でローリーは出奔してしまう。だが出奔後もその頑張りを見守って行こうと思っており、それをアリスにも伝えた。
アンナ・パルマン
アリスのピアノの教師で自身も有名なピアニスト。アリスがピアニストになるために、様々なアドバイスを行う。ジャクソン家の転居後もアリスとは文通を続けていた。
「ブルーコンサート」にピアニストとして参加する。その際、アリスのためを思ったギルバートの提案を認め、アリスの存在をコンサート参加者に知らしめるために一役買った。
アリスのことではむきになるギルバートに対し、ピアノの腕以外にも気になることがあるのではないかと見抜く。アリスとローリーとの経緯は知らないことから、アリスには恋人がいると言ってしまった。
ギルバートの申し出により、アリスが「パレス・シアターコンサート」に出演出来るように手筈を整える。その際アリスにはピアノ以外のことに気を取られないよう申し伝えた。
ギルバートがアリスにプロポーズした所を目撃していた。後にギルバートがカレンとの婚約を断ったときには「アリスは止めておきなさい」と忠告するが、それをアリスに聞かれてしまう。だがそれは2人の才能を埋もれさせたくないが故の発言であり、ギルバートはその真意を理解した。
「パレス・シアターコンサート」当日は、愛弟子のデビューということもあり、普段とは違った、そわそわして落ち着かない姿を見せた。
ギルバート・ライアン
新進のピアニストにして作曲家。通称は「ギル」。アンナとも旧知の仲である。「ブルーコンサート」出演のためにブルーウインドーへ来て、アンナの紹介でアリスを練習の相手とするが、初めて会ったときに横柄な態度を取ったために、当初はアリスに嫌われる。アリスの実力は認めており、コンサート当日に計らい、自身のアンコールの時間にアリスに1曲弾かせる。
アリスがアンナの元を訪ねた際に再会する。ローリーとの別離の傷が癒えず、もうピアノが弾けないと言うアリスに対し「許さない」と怒り、無理矢理ピアノを弾かせようとするが、やはり引けなかったため、慰め諭す。
アリスのことは何かと気に掛かる存在でそれが恋心と気付いていたが、アリスに「友だち」と言われたことから、いきなりプロポーズする。だがカレンと婚約すると聞いていたアリスからは困惑されてしまった。
祖母の容態急変後に帰郷したアリスが心配で自身もブルーウインドーに向かう。ローリーと話しているアリスを見て、会わずに帰ろうか迷っている所に逆に探しに来たアリスと会うことが出来た。
「パレス・シアターコンサート」当日は、上がってしまったアリスを落ち着かせ、その際改めてはっきりと自分の意思を伝えた。
カレン・バクスター
ギルバートにピアノを教わっている女性。プライドが高く気が強い。父がアリスの後援者となっても良いとの考えを示したことに対し、自身が認めることが出来る腕を持っているかどうか試すために、アリスとピアノ弾き比べ勝負を行う。結果アリスの腕を渋々ながら認めた。
アリスを気遣うギルバートを見て、アリスをライバルと考え、自分はギルバートと近く婚約すると伝える。だがそれは決まっていた訳ではなかった。後に父からあきらめるよう説得された。
バクスター氏（バクスターし）
カレンの父。名前は不明。ギルバートの後援者で、さらにアンナの紹介でアリスの後援者にもなる。娘とギルバートとの結婚を望んでいたが、ギルバートとアリス、2人の思いを認めて娘との結婚はあきらめた。

## 併録作品
※ 講談社漫画文庫版に併録されている作品。
プレイボーイをやっつけろ!
第1巻に併録。
奨学生としてつましい生活を送る高校生・ペギーは、議員をしている資産家の娘であることを鼻に掛ける女子・マリリンに啖呵を切ったことから、御曹司・ハンサム・秀才の「学校一の人気者」である男子・トミーに気に入られる。そのトミーに対しても啖呵を切るがそれが切っ掛けで惚れられる。ペギーもトミーの本当の姿を知るにつれ好きになって行くが、ある日トミーとマリリンの婚約の噂が流れ、さらには「婚約パーティー」の招待状が届く。怒ったペギーと級友たちは婚約パーティーをぶち壊そうとするが…。
ホワイト＝メモリー
第2巻に併録。
ロンドンから小さな町・ノースリバーにウインターキャンプにやって来た男子校の少年・クリフは、バスから見掛けた少女に一目惚れをしてしまう。その少女・ステファニィは、友人に連れられて行ったキャンプ場でクリフと知り合いになり、クリフのアタックにより親しくなっていく。ある日、ステファニィを馬鹿にした地元の男子とクリフが喧嘩をしてしまう。会えなくなると思った2人は、町に伝わる伝説「恋人たちの道」のように氷が張った川を遡って行こうとするが…。
『風のソナタ』の思い出（『かぜのソナタ』のおもいで）
第1巻、第2巻に併録。
文庫描き下ろしのおまけ漫画。当時の担当編集者との思い出が綴られる。

## 書誌情報
原ちえこ 『風のソナタ』
- 講談社〈講談社コミックスなかよし〉
  - 第1巻、1982年1月9日初版発行、ISBN 4-06-108397-X
  - 第2巻、1982年7月5日初版発行、ISBN 4-06-108413-5
- 講談社〈KCDX〉
  - 第1巻、1998年9月初版発行、ISBN 4-06-333975-0
  - 第2巻、1998年9月初版発行、ISBN 4-06-333976-9
- 講談社〈講談社漫画文庫〉
  - 第1巻、2009年11月11日初版発行、ISBN 978-4-06-370694-9
    - 収録作品 - 風のソナタ/プレイボーイをやっつけろ!/『風のソナタ』の思い出

  - 第2巻、2009年11月11日初版発行、ISBN 978-4-06-370695-6
    - 収録作品 - 風のソナタ/ホワイト＝メモリー/『風のソナタ』の思い出